# 第27回ゴッサム・インディペンデント映画賞
第27回ゴッサム・インディペンデント映画賞は2017年の映画を対象とする映画賞で、2017年10月19日にノミネーションが発表された。受賞者は同年11月27日に発表された。

## 受賞・ノミネート一覧
※受賞は太字。

### 作品賞
- 『君の名前で僕を呼んで』
- 『フロリダ・プロジェクト 真夏の魔法』
- 『ゲット・アウト』
- 『グッド・タイム』
- 『アイ,トーニャ 史上最大のスキャンダル』

### 男優賞
- ジェームズ・フランコ - 『ディザスター・アーティスト』
- ウィレム・デフォー - 『フロリダ・プロジェクト 真夏の魔法』
- アダム・サンドラー - 『マイヤーウィッツ家の人々 (改訂版)』
- ロバート・パティンソン - 『グッド・タイム』
- ダニエル・カルーヤ - 『ゲット・アウト』
- ハリー・ディーン・スタントン - 『ラッキー』

### 女優賞
- ロイス・スミス - 『Marjorie Prime』
- メラニー・リンスキー - 『この世に私の居場所なんてない』
- シアーシャ・ローナン - 『レディ・バード』
- マーゴット・ロビー - 『アイ,トーニャ 史上最大のスキャンダル』
- ヘイリー・ルー・リチャードソン - 『コロンバス』

### 脚本賞
- クメイル・ナンジアニ、エミリー・V・ゴードン - 『ビッグ・シック ぼくたちの大いなる目ざめ』
- ジェームズ・アイヴォリー - 『君の名前で僕を呼んで』
- マイク・ホワイト - 『47歳 人生のステータス』
- グレタ・ガーウィグ - 『レディ・バード』
- コゴナダ - 『コロンバス』
- ジョーダン・ピール - 『ゲット・アウト』

### ブレイクスルー監督賞
- グレタ・ガーウィグ - 『レディ・バード』
- コゴナダ - 『コロンバス』
- マーガレット・ベッツ - 『クローズド・ガーデン』
- ジョシュア・Z・ワインスタイン - 『Menashe』
- ジョーダン・ピール - 『ゲット・アウト』

### ブレイクスルー演技賞
- ハリス・ディキンソン - 『ブルックリンの片隅で』
- メアリー・J・ブライジ - 『マッドバウンド 哀しき友情』
- ティモシー・シャラメ - 『君の名前で僕を呼んで』
- ケルヴィン・ハリソン・Jr - 『イット・カムズ・アット・ナイト』
- ブルックリン・プライス - 『フロリダ・プロジェクト 真夏の魔法』

### ドキュメンタリー映画賞
- 『Whose Streets?』
- 『エクス・リブリス ニューヨーク公共図書館』
- 『ストロング・アイランド』
- 『Rat Film』
- 『The Work』

### 特別賞
- 『マッドバウンド 哀しき友情』に出演したジョナサン・バンクス、メアリー・J・ブライジ、ジェイソン・クラーク、ギャレット・ヘドランド、ジェイソン・ミッチェル、ロブ・モーガン、キャリー・マリガンの演技

### 観客賞
- 『ゲット・アウト』

### ブレイクスルーシリーズ (長編)
- 『アトランタ』
- 『親愛なる白人様』
- 『Search Party』
- 『Fleabag フリーバグ』
- 『Better Things』

### ブレイクスルーシリーズ (短編)
- 『Inconceivable』
- 『Junior』
- 『555』
- 『Let Me Die a Nun』
- 『The Strange Eyes of Dr. Myes』

### ニューヨーク出身者賞
- マイケル・キース・ウィリアムズ

### トリビュート
- ダスティン・ホフマン
- ソフィア・コッポラ
- ジェイソン・ブラム
- ニコール・キッドマン
- エドワード・ラックマン
- アル・ゴア